# جوليا تشايلدز
جوليا تشايلدز (بالإنجليزية: Julia Childs)‏ هي كاتبة مسرحية وكاتِبة بريطانية، ولدت في 6 مارس 1962 في سانت ألبانز في المملكة المتحدة.